# Echiniscoididae
Echiniscoididae är en familj av djur. Echiniscoididae ingår i ordningen Echiniscoidea, klassen Heterotardigrada, fylumet trögkrypare och riket djur. I familjen Echiniscoididae finns 11 arter.
Kladogram enligt Catalogue of Life:
| Echiniscoididae | \| \| Anisonyches \| \| \| \| \| \| Echiniscoides \| \| \| \| |
|                 | \| \| Anisonyches \| \| \| \| \| \| Echiniscoides \| \| \| \| |
|                 | Carphaniidae                                                  |
|                 |                                                               |
|                 | Echiniscidae                                                  |
|                 |                                                               |
|                 | Oreellidae                                                    |
|                 |                                                               |
|                 | Anisonyches                                                   |
|                 |                                                               |
|                 | Echiniscoides                                                 |
|                 |                                                               |

|  | Anisonyches   |
|  |               |
|  | Echiniscoides |
|  |               |